# قوائم المذنبات

## قوائم المذنبات
- قائمة المذنبات العظيمة
- قائمة مذنبات هالي
- قائمة المذنبات القطع الزائد
- قائمة المذنبات حسب النوع
- قائمة المذنبات غير الدورية
- قائمة المذنبات المرقمة
- قائمة المذنبات الدورية

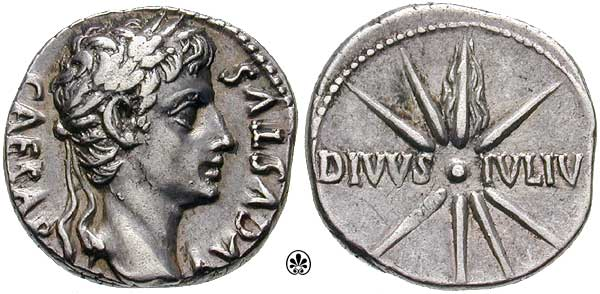
قطعة نقدية معدنية تظهر مذنب قيصر

- قائمة المذنبات التي زارتها مركبة فضائية
- قائمة المذنبات بدون مدار محدد (تم اكتشاف معظم هذه المذنبات قبل اختراع التلسكوب في 1610)

## وصلات خارجية
- Bright Comet Chronicles
- 1994 Resolution about comet names
- Comets currently above mag. 12 - Heavens-Above